# Piacenza Football Club 1976-1977
Questa pagina raccoglie le informazioni riguardanti il Piacenza Football Club nelle competizioni ufficiali della stagione 1976-1977.

## Stagione
Dopo l'incredibile retrocessione della scorsa stagione, il Piacenza riparte dal girone A della Serie C con i favori dei pronostici per un pronto ritorno tra i cadetti, con Giovanni Invernizzi in panchina. Dopo un discreto inizio in Coppa ed in campionato la squadra biancorossa entra in una crisi prolungata, ai primi di dicembre, per tentare di raddrizzare la situazione, viene sollevato dall'incarico l'allenatore, sostituito dal reggiano Ezio Galbiati che risale la corrente e porta la squadra, quantomeno a salvare la stagione e mantenere la categoria.
Con 36 punti il Piacenza conclude il torneo intruppato a metà classifica. Vince il campionato con 55 punti la Cremonese che ritorna in Serie B dopo 26 anni di attesa, secondo l'Udinese con 51 punti. Da segnalare purtroppo un grave incidente al ginocchio, accaduto l'8 maggio al cannoniere di stagione del Piacenza Natalino Gottardo, costretto a chiudere anticipatamente la sua carriera a soli 27 anni. Nel corso di questa stagione ha segnato 16 reti, di cui 12 in campionato e 4 reti in Coppa Italia. Con la casacca piacentina gioca sei stagioni, sommando 125 partite e 35 reti in campionato, mentre in Coppa Italia gioca 17 partite condite da 7 reti.
Nella Coppa Italia di Serie C il Piacenza prima del campionato vince il 14º girone di qualificazione superando la Cremonese ed il Pergocrema. Nei sedicesimi di finale cede il passo al Lecco nel doppio confronto, quel Lecco che nel seguito della manifestazione vincerà il trofeo.

## Rosa
| N. |                   | Ruolo | Calciatore          |
| -- | ----------------- | ----- | ------------------- |
|    | Italia (bandiera) | C     | Mauro Alessandretti |
|    | Italia (bandiera) | A     | Giovanni Asnicar    |
|    | Italia (bandiera) | D     | Silvano Barbieri    |
|    | Italia (bandiera) | A     | Patrizio Bonafè     |
|    | Italia (bandiera) | P     | Gianni Candussi     |
|    | Italia (bandiera) | C     | Massimo Cerri       |
|    | Italia (bandiera) | D     | Rosangelo Colombo   |
|    | Italia (bandiera) | A     | Roberto Dioni       |
|    | Italia (bandiera) | C     | Giorgio Gambin      |
|    | Italia (bandiera) | A     | Natalino Gottardo   |
|    | Italia (bandiera) | D     | Albino Labura       |

| N. |                   | Ruolo | Calciatore         |
| -- | ----------------- | ----- | ------------------ |
|    | Italia (bandiera) | D     | Dino Landini       |
|    | Italia (bandiera) | P     | Stefano Lazzara    |
|    | Italia (bandiera) | D     | Mario Manera       |
|    | Italia (bandiera) | C     | Ernesto Meraviglia |
|    | Italia (bandiera) | D     | Tiziano Mutti      |
|    | Italia (bandiera) | C     | Giuseppe Regali    |
|    | Italia (bandiera) | C     | Lorenzo Righi      |
|    | Italia (bandiera) | D     | Carmine Schiano    |
|    | Italia (bandiera) | D     | Paolino Stanzial   |
|    | Italia (bandiera) | A     | Dario Tosetti      |
|    | Italia (bandiera) | C     | Alberto Vergani    |

## Risultati

### Serie C girone A

#### Girone di andata
| Arbitro: | D'Elia |

|  |           |            |
|  | Marcatori | 11’ Gambin |

| Arbitro: | Paparesta (Bari) |

|            |           |  |
| Bonafè 40’ | Marcatori |  |

| Sant'Angelo Lodigiano 26 settembre 1976 3ª giornata | Sant'Angelo        | 0 – 0 | Piacenza | Stadio Carlo Chiesa\| Arbitro: \| Lanzetti (Viterbo) \| |
| Arbitro:                                            | Lanzetti (Viterbo) |       |          |                                                         |

| Arbitro: | Esposito (Torre Annunziata) |

|                                        |           |            |
| Chigioni 20’ Pardini 60’ Mondonico 69’ | Marcatori | 77’ Bonafè |

| Arbitro: | Patrussi (Arezzo) |

|            |           |                        |
| Gambin 82’ | Marcatori | 20’ Pellerei 62’ Capon |

| Arbitro: | Colasanti (Roma) |

|              |           |                         |
| Nicolini 21’ | Marcatori | 75’ Bonafè 81’ Gottardo |

| Arbitro: | Altobelli (Roma) |

|  |           |                     |
|  | Marcatori | 65’, 80’ G.B. Motta |

| Arbitro: | Marino (Genova) |

|            |           |          |
| Zanini 88’ | Marcatori | 4’ Righi |

| Arbitro: | Esposito (Torre Annunziata) |

|                      |           |  |
| Gambin 60’ Dioni 70’ | Marcatori |  |

| Arbitro: | Morganti (Ascoli Piceno) |

|          |           |              |
| Doni 73’ | Marcatori | 81’ Mocellin |

| Mantova 21 novembre 1976 11ª giornata | Mantova               | 0 – 0 | Piacenza | Stadio Danilo Martelli\| Arbitro: \| Ballerini (La Spezia) \| |
| Arbitro:                              | Ballerini (La Spezia) |       |          |                                                               |

| Arbitro: | Madonna (Ercolano) |

|                                       |           |                 |
| Saioni 76’ (aut.) Mattaini 86’ (aut.) | Marcatori | 16’, 66’ Magara |

| Arbitro: | Castaldi (Vasto) |

|           |           |                        |
| Zitta 70’ | Marcatori | 5’ Bonafè 29’ Gottardo |

| Arbitro: | Corigliano (Crotone) |

|             |           |            |
| Rossetti 3’ | Marcatori | 59’ Gambin |

| Arbitro: | Paparesta (Bari) |

|              |           |  |
| Gottardo 77’ | Marcatori |  |

| Treviso 2 gennaio 1977 16ª giornata | Treviso         | 0 – 0 | Piacenza | Stadio Omobono Tenni\| Arbitro: \| Vago (Chiavari) \| |
| Arbitro:                            | Vago (Chiavari) |       |          |                                                       |

| Arbitro: | Tani (Livorno) |

|              |           |  |
| Gottardo 46’ | Marcatori |  |

| Arbitro: | Gazzari (Macerata) |

|            |           |  |
| Basili 35’ | Marcatori |  |

| Arbitro: | Castaldi (Vasto) |

|           |           |             |
| Dioni 70’ | Marcatori | 49’ Vanazzi |

#### Girone di ritorno
| Arbitro: | Prato (Lecce) |

|                        |           |                         |
| Dioni 26’ Gottardo 75’ | Marcatori | 50’ Donetti 66’ Lussana |

| Arbitro: | Marino (Genova) |

|  |           |                          |
|  | Marcatori | 67’ Vergani 70’ Gottardo |

| Arbitro: | Savalli (Trapani) |

|                        |           |  |
| Dioni 35’ Stanzial 50’ | Marcatori |  |

| Arbitro: | Materassi (Firenze) |

|              |           |               |
| Gottardo 82’ | Marcatori | 90’ Mondonico |

| Arbitro: | Madonna (Ercolano) |

|                                      |           |              |
| Schilirò 60’, 71’ Schiano 70’ (aut.) | Marcatori | 59’ Gottardo |

| Arbitro: | Tani (Livorno) |

|  |           |                 |
|  | Marcatori | 13’ G. Skoglund |

| Casale Monferrato 13 marzo 1977 26ª giornata | Juniorcasale       | 0 – 0 | Piacenza | Stadio Natale Palli\| Arbitro: \| Pieroni (Fabriano) \| |
| Arbitro:                                     | Pieroni (Fabriano) |       |          |                                                         |

| Arbitro: | Faccenda (Salerno) |

|              |           |             |
| Gottardo 82’ | Marcatori | 40’ Andreis |

| Arbitro: | Giaffreda (Roma) |

|                                      |           |            |
| A. Gamba 12’, 35’ Scolati 84’ (rig.) | Marcatori | 41’ Bonafè |

| Arbitro: | Pirandola (Lecce) |

|                                |           |  |
| Manera 15’ (aut.) Mocellin 65’ | Marcatori |  |

| Piacenza 10 aprile 1977 30ª giornata | Piacenza         | 0 – 0 | Mantova | Stadio Galleana\| Arbitro: \| Adamu (Cagliari) \| |
| Arbitro:                             | Adamu (Cagliari) |       |         |                                                   |

| Arbitro: | Morganti (Ascoli Piceno) |

|                          |           |  |
| Gentiluomo 7’ Pavoni 45’ | Marcatori |  |

| Arbitro: | Lauretano (Roma) |

|                                                    |           |  |
| Gottardo 9’, 55’, 90’ Gambin 31’ Bonafè 53’ (rig.) | Marcatori |  |

| Arbitro: | Vinci (Messina) |

|                    |           |                       |
| Sadocco 88’ (aut.) | Marcatori | 87’ (rig.) Cavagnetto |

| Arbitro: | Chiri (Mantova) |

|                                       |           |           |
| Corti 7’ Pota 46’ T. Mutti 72’ (aut.) | Marcatori | 15’ Righi |

| Arbitro: | Podavini (Brescia) |

|           |           |                 |
| Dioni 10’ | Marcatori | 65’ De Bernardi |

| Alessandria 29 maggio 1977 36ª giornata | Alessandria       | 0 – 0 | Piacenza | Stadio Giuseppe Moccagatta\| Arbitro: \| Savalli (Trapani) \| |
| Arbitro:                                | Savalli (Trapani) |       |          |                                                               |

| Arbitro: | Lanese (Messina) |

|  |           |                |
|  | Marcatori | 1’, 73’ Basili |

| Arbitro: | Celli (Trieste) |

|             |           |  |
| Ballabio 3’ | Marcatori |  |

### Coppa Italia Semipro

#### 14º girone
| Arbitro: | Vallesi (Pisa) |

|              |           |  |
| Gottardo 22’ | Marcatori |  |

| 25 agosto 1976 2ª giornata |  | – Turno di riposo PIACENZA |  |  |

| Arbitro: | Da Pozzo (Monza) |

|            |           |            |
| Sironi 47’ | Marcatori | 71’ Gambin |

| Arbitro: | Ponzano (Alessandria) |

|                                    |           |                                                         |
| Mazzoleri 48’ (rig.) Algarotti 60’ | Marcatori | 34’, 37’ Bonafè 43’ Gambin 45’, 76’ Gottardo 83’ Regali |

| 5 settembre 1976 5ª giornata |  | – Turno di riposo PIACENZA |  |  |

| Arbitro: | Marino (Genova) |

|                                         |           |                         |
| Gambin 45’, 76’ Regali 74’ Gottardo 80’ | Marcatori | 67’, 68’ (rig.) Finardi |

Classifica finale del 14º girone di qualificazione: Piacenza punti 7, Cremonese punti 4, Pergocrema punti 1.

#### Eliminazione diretta
| Arbitro: | Agate (Torino) |

|                |           |  |
| Meraviglia 50’ | Marcatori |  |

| Arbitro: | Ponzano (Alessandria) |

|                               |           |  |
| Marchi 51’ Skoglund 91’, 101’ | Marcatori |  |